# Álex Blanco Sánchez
Álex Blanco Sánchez (Benidorm, Marina Baixa, 16 de desembre de 1998) és un futbolista valencià que juga d'extrem esquerre al Como 1907 de la Serie B italiana. Ha sigut internacional amb la selecció espanyola sub-17 i sub-19.

## Trajectòria
Álex Blanco va passar per les categories inferiors del FC Barcelona i del València CF. Amb aquest últim, ha disputat un total de 51 partits en 2aB, en els quals ha marcat onze gols. A més, amb el primer equip xe, ha arribat a jugar dos partits en Copa del Rei. Acumula tres internacionalitats amb la selecció espanyola Sub-17 i 1 amb la Sub-19 en l'Estadi Regne de Lleó contra la selecció de Qatar.
En el mercat d'hivern de la temporada 2018-2019 el jugador va ser cedit al Deportivo Alavés fins al final de temporada, debutant amb derrota en el Santiago Bernabeu contra el Reial Madrid, jugant 9 minuts.
El juliol de 2019, és cedit al Reial Saragossa per una temporada amb opció de compra per als aragonesos. L'estiu de 2020 va tornar al primer equip del València CF amb fitxa del filial. Va debutar el 29 de setembre com a titular davant la Reial Societat amb el dorsal 37 i va participar en diversos partits del primer equip. A finals de gener el club li va fer fitxa del primer equip amb el dorsal 16.
El 18 de gener de 2022 es va desvincular de l'equip valencianista i va fitxar pel que quedava de temporada i dues més amb el Como 1907 de la Serie B italiana.

### Clubs
| Club                             | Lliga        | Any       |
| -------------------------------- | ------------ | --------- |
| València Club de Futbol Mestalla | 2a divisió B | 2017-2018 |
| València Club de Futbol          | 1a divisió   | 2018      |
| Deportivo Alavés (cedit)         | 1a divisió   | 2019      |
| Reial Saragossa (cedit)          | 2a divisió   | 2019-2020 |
| València CF                      | 1a divisió   | 2020-2022 |
| Como 1907                        | Serie B      | 2022-     |

## Selecció
Ha disputat partits amb la Selecció valenciana de futbol en categories juvenils. Així mateix, acumula tres internacionalitats amb la selecció espanyola Sub-17 i va ser també convocat amb la Sub-19. Va arribar a ser valorat per fer el salt a la Sub-21.